# فرانك فوكس
فرانك فوكس (بالإنجليزية: Frank Fox)‏ هو مهندس أمريكي، ولد في 10 يونيو 1877، وتوفي في 19 أبريل 1931.